# Wohnhaus Rembertistraße 1A
Das Wohnhaus Rembertistraße 1A, Ecke Rembertistraße, Contrescarpe, Fedelhören und Präsident-Kennedy-Platz, befindet sich in Bremen, Stadtteil Mitte, Ortsteil Ostertor. Es entstand 1846 nach Plänen von Maurermeister Diedrich Christian Rutenberg.
Das Gebäude steht seit 1973 unter Bremer Denkmalschutz.

## Geschichte
Das dreigeschossige, verputzte klassizistische Haus mit einem Walmdach, dem auskragenden Traufgesims, dem Balkon im Ersten Obergeschoss mit einem stark verzierten Eisengitter, dem schönen, seitlichen Portal mit ionischen Pilastern und einem Sockelgeschoss wurde 1846 für den Bäckermeister Johann David Herklots gebaut.
 
Der eingeschossigen Anbau und der moderne Ausstellungsanbau zum Fedelhören entstanden später.
Heute (2018) wird das Gebäude zum Wohnen, für Büros und seit 1920 durch das Graphisches Kabinett genutzt, in dem auch Ausstellungen stattfinden und der Kunsthandel Wolfgang Werner ist sowie die Paula Modersohn-Becker Stiftung.